# Cine Capitol
El Cine Capitol es una sala de cines ubicada en la calle Gran Vía (nº 41) de Madrid. Ubicado en el edificio Carrión (denominado a veces edificio Capitol) diseñado y construido por los arquitectos Luis Martínez-Feduchi y Vicente Eced y Eced (1902-1978). Se inauguró el 2 de diciembre de 1933. Pertenece a la empresa Cinesa - Wanda Group.

## Historia
Cuando los arquitectos Luis Martínez-Feduchi y Vicente Eced y Eced reciben el encargo, vía concurso municipal, de diseñar y edificar el que será Edificio Carrión ubicado en la cercana plaza de Callao. Pretenden desde sus comienzos construir un edificio multifuncional. Uno de sus reservados sería el Cine Capitol, inaugurado a finales de 1933. La inauguración se celebró con un discurso de Víctor de la Serna, director de Informaciones.
En su interior destacaban los elementos de mármol. En el exterior se combinan en la entrada los mármoles, el granito pulimentado, la piedra azul de Murcia. Durante la Guerra Civil se distribuyen películas soviéticas, la primera película rusa distribuida por Film Popular fue Los marineros de Kronstadt (1936) del director ruso Yefim Dzigan, que fue estrenada en las salas del cine Capitol el 18 de octubre de 1936.
Actualmente pertenece a la red de salas de cine Cinesa cuya red de cines la adquirió en julio de 2016 Wanda Group.